# 私をもらって
『私をもらって』（わたしをもらって）は、RoseBeanによる韓国のオンライン小説。『NAVER SERIES』（ネイバー）にて2017年7月2日から2018年1月11日まで連載された。
One Punch Rabbit作画による漫画版が「NAVER WEBTOON」（ネイバー）で2018年11月14日年から2020年12月30日まで連載された。日本では「LINEマンガ」（LINE Digital Frontier）にて連載されている。
2024年7月より、日本テレビにてテレビドラマが放送された。

## テレビドラマ
2024年7月6日（5日深夜）から8月31日（30日深夜）まで日本テレビ系の「Friday's EDGE」枠で「私をもらって 〜追憶編〜」が放送された。主演は前田公輝と久保田紗友。新シーズン「私をもらって 〜恋路編〜」が2024年11月30日（29日深夜）から2025年2月1日（1月31日深夜）まで放送された。追憶編の最終回後からHuluで先行配信された。ファイナルシーズンとなる「私をもらって〜出逢編〜」が2025年2月にHulu独占配信された。

### キャスト

#### 主要人物
一条稜英
演 - 前田公輝

森川奈津実
演 - 久保田紗友

#### 周辺人物
池上拓也
演 - 栗原類

死神
演 - K（&TEAM）

萩原基弘
演 - 柾木玲弥

一条叶恵
演 - 手塚真生

内村万里
演 - 咲妃みゆ

坂元みやび
演 - 吉倉あおい

本木幸司
演 - 山口大地

スーさん
演 - 髙橋洋

内村泰三
演 - 金井良信

宮本正則
演 - 水橋研二

工藤琉生
演 - 田島亮

### スタッフ
- 原作 - RoseBean『私をもらって』（「NAVER SERIES」連載）、RoseBean、One Punch Rabbit『私をもらって』（「LINEマンガ」連載）[3][5]
- 脚本 - 下田悠子、目黒啓太、本田周、髙橋泉[3][5]
- 音楽 - 小山絵里奈[3][5]
- 主題歌 - shallm「ヘミニス」（Virgin Music / ユニバーサルミュージック）
- 監修 - 川邊昭宏
- 監督 - 池田千尋、常間地裕、倉橋龍介、三島有紀子[3][5]
- プロデュース - 中村圭吾[3][5]
- プロデューサー - ヘリー・アン、三木裕明、齋藤寛朗、李奇穎、石尾純[3][5]
- 制作協力 - カズモ[3][5]
- 製作著作 - 日本テレビ[3][5]

### 放送日程

#### 放送日程（S1）
| 各話   | 放送日  | サブタイトル                                    | 脚本            | 監督     |
| ------ | ------- | ----------------------------------------------- | --------------- | -------- |
| 第1話  | 7月06日 | 韓国原作!儚いラブストーリー 死神がくれた49日間! | 下田悠子        | 池田千尋 |
| 第2話  | 7月13日 | ミステリアスな事件が動き出す…思わぬ人物が!      | 下田悠子        | 池田千尋 |
| 第3話  | 7月20日 | 失われた愛の記憶…私のこと好きでしたか?          | 下田悠子        | 池田千尋 |
| 第4話  | 7月27日 | 急展開!証拠を掴んだ2人…突然、一本の電話が!      | 本田周 下田悠子 | 常間地裕 |
| 第5話  | 8月03日 | 「逃げろ!」迫る犯人の魔手…USBの行方は?          | 目黒啓太        | 常間地裕 |
| 第6話  | 8月17日 | 明かされる新事実!2人の行方に暗雲が…             | 目黒啓太        | 常間地裕 |
| 第7話  | 8月24日 | 死神降臨!試される覚悟                           | 下田悠子        | 常間地裕 |
| 最終話 | 8月31日 | 絶体絶命…2人の運命はー                          | 下田悠子        | 常間地裕 |

#### 放送日程（S2）
| 各話   | 配信開始日    | 放送日         | サブタイトル                  | 脚本                     | 演出       |
| ------ | ------------- | -------------- | ----------------------------- | ------------------------ | ---------- |
| 第1話  | 2024年8月31日 | 2024年11月30日 | 最後は殺される運命かな―       | 目黒啓太                 | 常間地裕   |
| 第2話  | 9月07日       | 12月07日       | 死神がくれた最後の1日         | 目黒啓太                 | 常間地裕   |
| 第3話  | 9月14日       | 12月14日       | 私は諦めない                  | 下田悠子 髙橋泉          | 三島有紀子 |
| 第4話  | 9月21日       | 12月21日       | 近づけない2人                 | 下田悠子 髙橋泉          | 三島有紀子 |
| 第5話  | 9月28日       | 2025年01月11日 | チャオ!私たちはどこかで…      | 下田悠子 髙橋泉          | 倉橋龍介   |
| 第6話  | 10月05日      | 1月18日        | 死神からのメッセージ          | 下田悠子 目黒啓太 髙橋泉 | 倉橋龍介   |
| 第7話  | 10月12日      | 1月25日        | よみがえる過去の記憶          | 髙橋泉 目黒啓太          | 常間地裕   |
| 最終話 | 10月19日      | 2月01日        | 儚いラブストーリーの結末は…?! | 髙橋泉 目黒啓太          | 常間地裕   |

- 第1話は5分遅れて0時35分～の放送。
- 第5話は40分遅れて1時10分～の放送。

#### 放送日程（ファイナル）
| 第1話  | 2025年2月01日 |  | 出逢い                   |
| 第2話  | 2月07日       |  | 生きること。恋すること。 |
| 最終話 | 2月14日       |  | 死神からのお達し         |

### 前後番組
| 日本テレビ系 Friday's EDGE                                          | 日本テレビ系 Friday's EDGE                                | 日本テレビ系 Friday's EDGE                                          |
| 前番組                                                              | 番組名                                                    | 次番組                                                              |
| ------------------------------------------------------------------- | --------------------------------------------------------- | ------------------------------------------------------------------- |
| おとぎダマし                                                        | 私をもらって 〜追憶編〜 （2024年7月6日 - 8月31日）        | 離婚弁護士 スパイダー ～慰謝料争奪編～ （2024年10月5日 - 11月23日） |
| 離婚弁護士 スパイダー ～慰謝料争奪編～ （2024年10月5日 - 11月23日） | 私をもらって 〜恋路編〜 （2024年11月30日 - 2025年2月1日） | 離婚弁護士 スパイダー 〜偽りと裏切り編〜 （2025年2月8日 - 3月22日） |